# Проект реконструкции центра Риги (1857)

Проект плана реконструкции

Проект реконструкции центра Риги был подготовлен по распоряжению лифляндской губернской администрации в связи с прекращением боевых действий в Крымской войне и подписанием Парижского мирного договора, а также по причине назревшей необходимости в развитии Риги как одного из финансовых и промышленных форпостов Российской империи. Был успешно осуществлён и оказал существенное влияние на формирование современного облика столицы Латвии.

## Первоначальная ситуация
В первой половине XIX века в плане структурной характеристики Рига представляла собой типичный город-крепость. В Риге существовала скрупулёзно разработанная система укреплений, состоявшая из земляных валов (на месте современной улицы Вальню в Старом городе), цепи бастионов (на месте ряда современных рижских парков (насаждения вдоль Рижского городского канала у Бастионной горки) и общественных зданий (Латвийская национальная опера) и рвов, наполненных водой (жители центра также имели обыкновение сбрасывать в них продукты своей жизнедеятельности, что не способствовало получению эстетического удовольствия от наличия оных). Таким образом, набор этих признаков определял статус города-крепости, или внутреннего города — по существу, он формировал городское ядро, в котором к середине XIX века насчитывалось около 15 000 жителей. Также к внутреннему городу примыкала рижская Цитадель, представлявшая собой район компактно расположенных военно-таможенных складов. Что касается территории пригородов, то в них к этому же времени проживало более 55 000 человек. Эта неудобная система пространственно-планировочной организации города являлась объективным препятствием на пути свободного экономического развития губернской столицы. К 1850-м в условиях бурного экономического роста Риги становилось понятным, что эта модель существования города нуждается в срочном преобразовании.
Также проблема заключалась в традиционном принципе домостроительства на участке, огороженном крепостными сооружениями — для того, чтобы возвести новое здание во внутреннем городе, необходимо было снести предыдущее. Что касается фортификационных требований, которые выдвигались к городам-крепостям, то в пригородах строительство каменных зданий было строжайше запрещено, дабы в случае приближения врага можно было легко устранить деревянные с помощью огня. Становилось понятно, что эти средневековые архаичные принципы также отживали свой век. Подобное дисгармоничное сочетание двух разделённых составляющих одного города привело к существенному затруднению сообщения между ними.

## Одобрение проекта
В итоге в конце 1856 года российское правительство приняло решение ликвидировать крепостную систему Риги, а также срыть земляные валы, отделявшие Старый город от нового. Это решение было во многом спровоцировано кстати подвернувшимся официальным поводом. Речь идёт об одном из ключевых пунктов Парижского мирного договора, навязанного России Турцией, Англией и Францией, который запрещал первой держать города-крепости на своей территории. К тому же с 1848 года пост генерал-губернатора Лифляндии занимал представитель прогрессивного поколения либералов-реформаторов Александр Аркадьевич Суворов, который поручил разрабатывать проект реконструкции освободившихся территорий первому главному архитектору Риги Иоганну Даниэлю Фельско и инженеру-архитектору Отто Дитце. Этот проект, отличавшийся высоким уровнем творческой самостоятельности, был одобрен администраторами в начале августа 1857 года. Один из ключевых параграфов одобренного проекта Фельско-Дитце гласил, что на месте срытых земляных валов и ликвидированного участка рижской эспланады (гласиса) необходимо было создавать новую платформу для общественного центра города.

## Действия по осуществлению

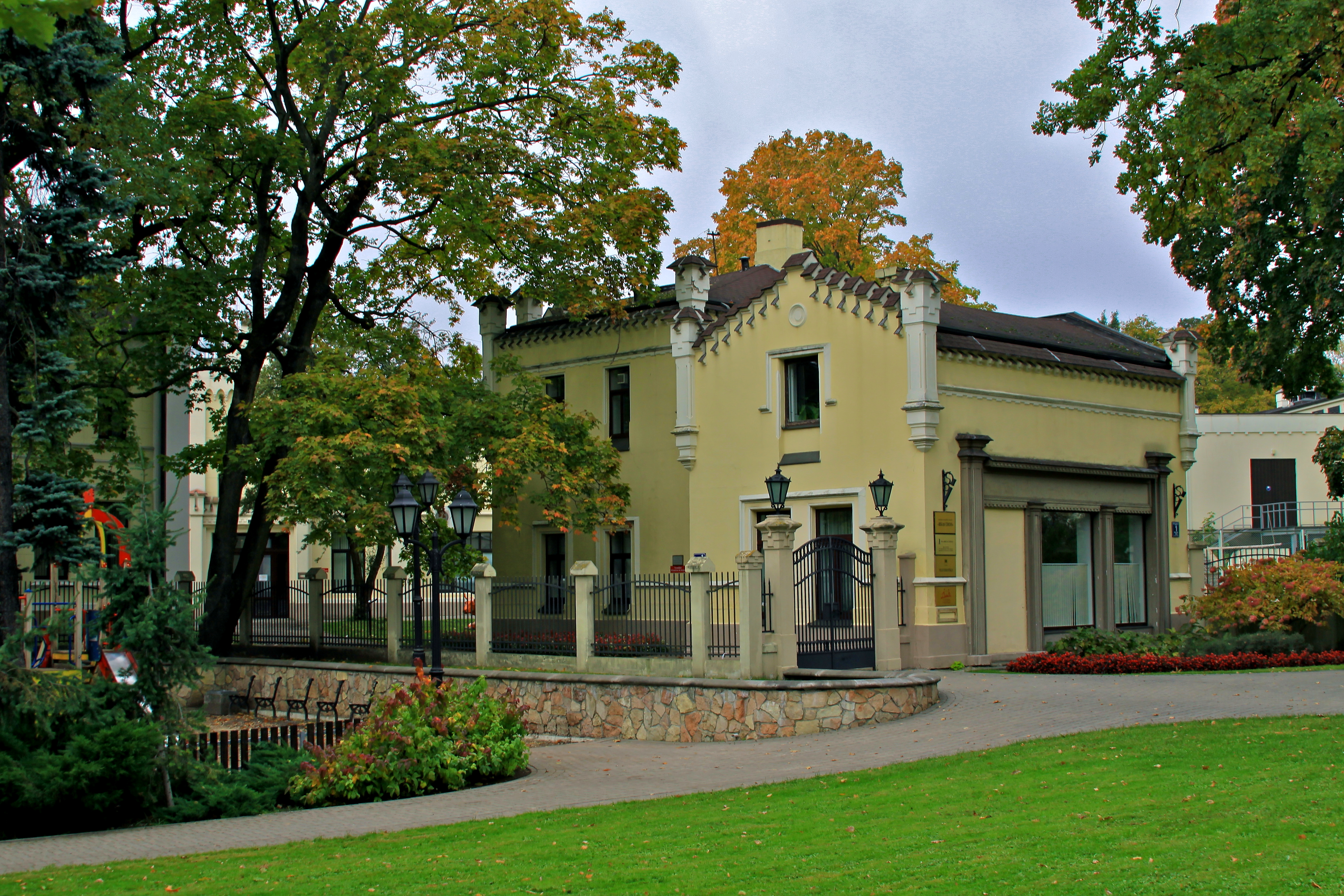
Газовая фабрика

Сразу после одобрения проекта разработчики приступили к его реализации. В частности, уже в сентябре 1857 года бригады рабочих принялись срывать земляные укрепления Старой Риги.
Во-первых, наиболее масштабная реконструкция разворачивалась у городского крепостного рва, который путём органичного вмешательства профессиональных чистильщиков и дендрологов (Георг Фридрих Фердинанд Куфальдт и Иоганн Тимм) должен был обрести вид канала. Вдоль канала должна была пролегать полоса насаждений шириной 200—250 метров. Во-вторых, в районе набережной Даугавы было запланировано строительство ряда значимых общественно-административных зданий и современного торгового комплекса. В-третьих, в районе будущих бульваров предполагалось построить отдельно расположенные здания общественного пользования (Рижская газовая фабрика, Первый городской (немецкий) театр, здание-штаб Немецкого стрелкового общества), а также регулярные кварталы периметральной застройки в модном тогда эклектичном стиле, отражавшем интересы богатейших жителей города (см. Бульвары Риги). Подобные условия проекта успешно способствовали оптимальной функциональной и пространственной соотнесённости между Старым городом и рижскими предместьями (Петербургский форштадт). На территории последних к середине 1858 года официально вступило в силу давно напрашивавшееся разрешение на строительство каменных зданий — это заложило основу для создания известных Красных амбаров, выполненных в эклектичном краснокирпичном стиле.  
Юго-восточнее Старого города на рубеже 1850-1860-х годов проектировалась транспортировочная складская зона и портовый (Карлов) бассейн в месте примыкания городского канала к Даугаве. Потребность в своевременной доставке торговых и промышленных грузов потребовала строительства первого в истории Риги железнодорожного (Двинского) вокзала, а также железнодорожных подъездных линий, которые вели бы к складским помещениям (тем же Красным амбарам). Что касается железнодорожного путепровода, то он по стратегическим соображениям был запланирован значительно выше по течению Даугавы, чем современный. Проектирование новой пространственной модели также создавало крайне выразительный передний план, эстетизировавший визуальное восприятие территории бывшего внутреннего города. 

Первый городской театр

В конце 1858 года в связи с подсчётами финансовой сметы проект был несколько переработан инженером Юлием Хагеном, однако существенных изменений архитектоническая концепция Фельско-Дитце не претерпела. В 1860 и 1861 году также последовали незначительные корректировки принятого проекта.
Все работы по сносу городских укреплений были полностью завершены к середине 1863 года. Таким образом, реализация этого проекта по преобразованию Риги заняла более шести лет. Ряд образовавшихся центральных улиц подвергся трассировке и был засажен элегантными липовыми аллеями (до наших дней сохранилась воссозданная липовая аллея на бульваре Бривибас, который в те годы назывался Александровским бульваром). Участок крепостного гласиса был засыпан. Первый городской публичный парк (Верманский сад) был расширен с нескольких сторон. Часть фрагментов, оставшихся от срытых валов, была выброшена в центр, тем самым сформировав рижскую Бастионную горку (на месте прежнего Песчаного бастиона). В первый год реализации проекта (1857) в Ригу был приглашён любекский мастер садово-паркового искусства Андреас Вендт, который создал зону насаждений вдоль городского канала. Однако в начале 1880-х заказ на преобразование зелёной зоны получает признанный маэстро садово-паркового дизайна в масштабах Российской империи Георг Куфальдт. 
Несколько позже, в 1867 году, был упразднён крепостной статус Цитадели. Защитные валы, опоясывавшие этот укреплённый участок, были срыты в 1872—1875 годах, а территория, окружавшая крепость, была благоустроена по проекту рижского инженера и землемера Рихарда Штегмана. 
Именно проект Фельско-Дитце лёг в основу формировавшегося в 1860-е—1870-е годы рижского бульварного ансамбля, одного из самых современных и презентабельных центральных районов в Западной Европе. Также среди неоспоримых достоинств инновационного проекта следует отметить комплексность подхода планировщиков, а также последовательность в осуществлении идеи градостроительного преобразования. Эти достоинства представляются наиболее значимыми в сравнении с подобными проектами в западноевропейских городах.